# El chico que encontró la felicidad
El chico que encontró la felicidad es una novela juvenil del autor holandés Edward van de Vendel publicada en español en 2011 por Ediciones SM en la colección Gran Angular. La historia está basada en la vida de Anoush Elman, joven refugiado afgano que firma como coautor.

## Trama
El relato, que abarca un periodo de aproximadamente nueve años, comienza a finales del siglo XX, cuando Hamayun (Anoush Elman), el protagonista, solo tiene ocho años.
El padre de Hamayun, profesor en un colegio de Afganistán, sufre el continuo acoso de los talibanes por sus ideas demasiado liberales. Tras mudarse a Kabul, la situación se hace insostenible y la familia tiene que huir del país en un viaje incierto en busca de refugio político en Europa, dejando atrás una abuela, un bebé y miles de recuerdos.
La familia soporta innumerables penurias y vejaciones hasta que el azar los lleva a Holanda. Pero las esperanzas de regularizar su situación se desvanecen al comprobar que Europa ha endurecido los criterios para ofrecer asilo político desde los atentados del 11 de septiembre de 2001 en Estados Unidos. Durante muchos años, la familia vivirá bajo la amenaza de la repatriación. El lector ve crecer al protagonista y vive con él su durísima adaptación a un país extraño en plena etapa de transición entre la infancia y la pubertad.
El título de la novela hace referencia a una película de Bollywood que al protagonista le recuerda a su mejor amigo de su infancia.

## Premios
- 2009: Glazen Globe (Globo de Cristal), Países Bajos.
- 2010: Premio Jenny Smelik-IBBY, Países Bajos.